# 河泰慶
河泰慶（：／ Ha Tae-keung，1968年4月26日—），大韓民國保守派政治人物，第19～21屆國會議員。